# Conflitto del Kivu
Il conflitto del Kivu è un conflitto armato svoltosi tra il 2004 e il gennaio del 2008, ripreso però nell'ottobre dello stesso anno, tra l'esercito della Repubblica Democratica del Congo e il CNDP, le forze ribelli guidate da Laurent Nkunda, che hanno al loro fianco le milizie Tutsi. Tuttavia sono intervenute nel conflitto anche le milizie Hutu del Ruanda e una missione delle Nazioni Unite.

## Dal 2004 al trattato di pace
Il conflitto ha avuto e ha come teatro le province del Sud Kivu e del Nord Kivu, che si trovano nell'est della Repubblica Democratica del Congo. Nel maggio 2004 le truppe ribelli di Laurent Nkunda occuparono la città di Bukavu, insieme a milizie Tutsi. Nkunda dichiarava ufficialmente di esigere un'azione preventiva e un aiuto contro una nuova possibile repressione dei Tutsi da parte degli Hutu dopo il genocidio ruandese. Tuttavia in realtà Nkunda occupò importanti zone minerarie, e il Parco nazionale dei Virunga.
Inoltre fu accusato dalla stampa straniera, particolarmente dal The Independent, di aver compiuto numerosi crimini di guerra. La risposta delle truppe Hutu del Ruanda, il Fronte di liberazione del Ruanda, e dell'esercito del governo congolese fece sì che si scatenassero numerose battaglie, nonché razzie e violenze nei villaggi delle due province coinvolte. Il 23 gennaio 2008 venne siglato un trattato di pace tra il governo e Laurent Nkunda, ma non dalle Forze democratiche per la liberazione del Ruanda (FDLR).

## Il ritorno dei conflitti
Tuttavia, il 26 ottobre 2008, non rispettando l'accordo di pace, le truppe ribelli di Laurent Nkunda, usando come base il Parco nazionale dei Virunga, perpetrarono attacchi continui nei villaggi del Kivu Nord, sino ad arrivare alle soglie della città di Goma. Le razzie e le violenze sui civili furono numerose, e il 27 ottobre furono attaccate anche le forze armate delle Nazioni Unite stanziate nella provincia per garantire la pace. Il 29 ottobre la Francia chiese un intervento europeo che facesse da rinforzo con almeno 15000 uomini, che fu rifiutata dalla maggior parte dell'Unione Europea.
Il 30 ottobre l'esercito congolese stesso, inviato per contrastare l'avanzata di Laurent Nkunda e delle milizie Tutsi, perpetrò violenze nella città di Goma e nei villaggi intorno. I Paesi occidentali, nonostante la decisione di non intervenire militarmente, il 31 ottobre inviarono aiuti economici con fini umanitari, i ministri degli esteri britannico e francese David Miliband e Bernard Kouchner si offrirono di fare da mediatori, e il Segretario di Stato degli Stati Uniti Condoleezza Rice contattò Paul Kagame, presidente del Ruanda, per discutere di una soluzione a lungo termine.
Tuttavia, i conflitti continuarono, e il 5 e 6 novembre si svolsero nelle città di Kiwanja e di Nyanzale battaglie tra i ribelli e le truppe governative, supportate da un altro esercito regionale, quello dei Mai-Mai, ritenuti colpevoli di crimini di guerra e del rapimento il 5 novembre di un giornalista belga, liberato tre giorni dopo.
L'8 novembre l'esercito dell'Angola si affianca a quello congolese nelle battaglie. Pochi giorni più tardi, anche l'esercito dello Zimbabwe combatterà a fianco del governo e dei suoi alleati, i quali però il 13 novembre sembrano arretrare sempre di più di fronte ai potenti ribelli, nonostante di numero assai inferiore. Secondo fonti della BBC i numeri dell'esercito sarebbero questi: 6 000 uomini al servizio di Laurent Nkunda, 6 500 del FDLR, 6 000 della missione ONU, 3500 Mai-Mai, e 90 000 dell'esercito della Repubblica Democratica del Congo.
Solo il 20 novembre viene redatto un patto tra Laurent Nkunda e il governo per il ritiro dei ribelli da alcune zone in modo da favorire un corridoio umanitario.
Vari vertici si sono susseguiti a Nairobi nei mesi di novembre e dicembre 2008, con la mediazione dell'ONU e dell'ambasciata cinese, tutti con esito non positivo, ad eccezione dell'apertura dei corridoi umanitari.

## Modifiche negli schieramenti
Il 16 gennaio 2009 molti leader militari del CNDP annunciano la fine degli scontri e la loro unione alle forze governative. Tuttavia Laurent Nkunda continua a supportare la ribellione, unito all'Esercito di Resistenza del Signore di Joseph Kony, che da Natale ha ucciso più di 620 persone e schiavizzato 120 bambini congolesi. Il 19 gennaio lo stesso Kony fa bruciare una chiesa piena di civili e continua a razziare villaggi. Il giorno successivo, il Ruanda passa improvvisamente dalla parte del governo congolese, probabilmente spinto da interessi verso le risorse della zona: esso, per accordo con la parte del CNDP alleata col governo Kabila, dovrà neutralizzare le milizie Hutu del FDLR, che pure per tutta la durata del conflitto ha combattuto contro il CNDP di Laurent Nkunda, il principale nemico del governo stesso.
Di conseguenza, gli schieramenti divengono d'improvviso tre, e il terzo è proprio quello del FDLR, sia contro Laurent Nkunda che contro il governo e in particolare l'alleata Ruanda. Il 23 gennaio 2009 il governo congolese dà l'incredibile notizia: Laurent Nkunda, ormai sorretto solo da una parte dei suoi ribelli, è stato definitivamente sconfitto e arrestato, dopodiché imprigionato in Ruanda. La Repubblica Democratica del Congo continuò a chiedere l'estradizione per anni, e nel 2011 Nkunda non era ancora stato incriminato formalmente. Forse si aprirà uno spiraglio per la fine del conflitto, nonostante rimangano alcuni residui di gruppi ribelli, come il FDLR, che comunque combatte contro i soldati ruandesi, e l'Esercito di resistenza del Signore.

## La nuova fragile pace
Con l'arresto di Laurent Nkunda del 22 gennaio, però, si smuove qualcosa. Infatti, ufficialmente il CNDP, che in parte si era già distaccato per allearsi col governo, si dissolve il 23 marzo 2009, stipulando un trattato di pace con il governo di Paul Kagame. Il suo vecchio capo resterà prigioniero in Ruanda.
Ma la pace è assai fragile: il 9 maggio 2009 è difatti il FDLR dei ribelli antigovernativi ruandesi a distruggere d'improvviso la città di Ekingi uccidendo più di 90 persone tra civili e soldati congolesi. La missione MONUC e l'esercito della Repubblica Democratica del Congo stanno ancora indagando per trovare i responsabili.
Trasformatosi in un partito politico in difesa degli interessi dei Tutsi congolesi, il CNDP ottiene un accordo per la liberazione dei suoi prigionieri e l'attribuzione di tre ministeri in occasione delle elezioni presidenziali del 2011. Ma, a seguito del mancato rispetto di questo accordo, nasce il movimento armato del 23 Marzo , che nel luglio 2012 conquista le città di Bunagana e Rutshuru.
Il 5 novembre 2013, l'esercito congolese cacciò il movimento del 23 marzo dalle sue posizioni nei monti del Nord-Kivu, al confine con il Ruanda e l'Uganda, ma nonostante la sconfitta del CNDP e del M23 la regione non è ancora pacificata, e costituisce una zona franca in cui avvengono regolarmente scontri violenti tra l'esercito nazionale e i gruppi ribelli .
Massacri da parte di milizie armate si sono verificati ancora nel 2016 e 2017 . I civili sono le principali vittime degli scontri, in particolare donne e bambini vittime di stupri e abusi sessuali , resi possibili anche dall'indifferenza e dalla complicità o corruttibilità delle forze congolesi e dei soldati della MONUSCO.

## L'emergenza umanitaria
Secondo fonti del China Daily, le vittime del conflitto del Kivu ammonterebbero a circa 45 000, la maggior parte dei quali a causa di malnutrizione e malattie conseguenti al conflitto. Secondo la CNN, i decessi accertati per la riesplosione del conflitto in ottobre del 2008 sarebbero 22. Nonostante i Paesi occidentali abbiamo ammesso che la riesplosione della guerra porterà a una catastrofe umanitaria, e l'Acnur, l'agenzia ONU per i rifugiati, abbia confermato la notizia di almeno 50 000 civili sfollati, non v'è stato alcun aumento del contingente, fatto che ha attirato molte critiche nei confronti delle Nazioni Unite.
Il 7 novembre 2008 si è aperto un vertice a Nairobi tra il presidente congolese Joseph Kabila, quello ruandese, Paul Kagame, e il segretario generale dell'ONU Ban Ki-moon. Tuttavia Kabila ha già dichiarato il rifiuto di un possibile incontro di dialogo con Laurent Nkunda, il capo dei ribelli. Gli osservatori temono un possibile scoppio di una terza guerra del Congo. Il 12 dicembre il Consiglio di sicurezza delle Nazioni Unite, dopo che un mese prima il Belgio, che aveva proposto una missione di pace europea, aveva accusato gli USA di aver supportato entrambi i governi di Ruanda e Congo, ha anche dichiarato l'effettivo uso da parte dell'esercito della Repubblica Democratica del Congo, come dell'esercito del Ruanda, ormai dichiaratamente messosi a combattere a fianco dei ribelli di Laurent Nkunda, di bambini-soldato. Secondo l'International New Safety Institute, alla data dell'11 novembre 2008 il numero di morti si aggirava a più di 165, di cui sicuramente 100 civili. Il 10 febbraio 2009 la BBC annuncia che la LRA di Joseph Kony ha mietuto più di 900 vittime dall'inizio del conflitto. Probabilmente, dunque, i morti totali sono stati più di un migliaio.

## Seguiti nel decennio successivo
Nell’aprile 2012, i soldati dell’ex Congresso Nazionale per la Difesa del Popolo (CNDP) si sono ammutinati contro il governo. Gli ammutinati formarono un gruppo ribelle chiamato Movimento 23 marzo (M23). L'ex comandante del CNDP Bosco Ntaganda, detto “Terminator”, è accusato di aver fondato il movimento: il 4 aprile, Ntaganda e 300 soldati avrebbero disertato dalla Repubblica Democratica del Congo e si sarebbero scontrati con le forze governative nella regione di Rutshuru, a nord di Goma.
Il 28 marzo 2013, di fronte alle ricorrenti ondate di conflitto nella parte orientale della RDC che minacciavano la stabilità generale e lo sviluppo della regione, il Consiglio di Sicurezza delle Nazioni Unite ha deciso, attraverso la Risoluzione 2098, di creare una "brigata di intervento" specializzata per un periodo di un anno. Questa brigata sarebbe composta da tre battaglioni di fanteria, un battaglione di artiglieria e una compagnia di forze speciali e ricognizione e avrebbe operato sotto il comando diretto del comandante della forza MONUSCO, con la responsabilità di neutralizzare i gruppi armati e l'obiettivo di contribuire a ridurre la minaccia rappresentata da gruppi armati.
Il Consiglio di sicurezza ha inoltre deciso che la MONUSCO avrebbe rafforzato la presenza delle sue componenti militari, di polizia e civili nell'est della Repubblica Democratica del Congo, riducendo anche la sua presenza nelle aree non interessate dal conflitto, in particolare Kinshasa e nella parte occidentale della Repubblica Democratica del Congo (RDC).
Successivamente furono aggiunte le milizie di un battaglione di fanteria del Malawi, il 95% delle quali aveva già partecipato a missioni di mantenimento della pace in Kosovo, Liberia, Ruanda e Sudan.
Dall'inizio dell'operazione Sokola 2 nell'ottobre 2014, furono uccisi 39 ribelli e 24 furono catturati; sono state inoltre sequestrate 55 armi e grandi quantità di munizioni. Le vittime delle FARDC ammontavano a 8 morti e 4 feriti.
Il 5 gennaio 2015, le truppe congolesi attaccavano le posizioni dell'FNL-Nzabampema nell'est del paese il 5 gennaio 2015. Diversi giorni prima, un'infiltrazione di uno sconosciuto gruppo ribelle dal Congo orientale al Burundi aveva provocato la morte di 95 ribelli e 2 soldati burundesi.
Il 13 gennaio 2015, l’esercito congolese ha tenuto una conferenza stampa annunciando la distruzione di quattro delle 20 fazioni militanti operanti nel Sud Kivu. Il 25 gennaio 2015, 85 ribelli di Raïa Mutomboki si sono arresi alle autorità nella città di Mubambiro, nel Nord Kivu; Raïa Mutomboki, fondatrice di Nyanderema, si era già consegnata nella città di Luizi con un gruppo di 9 combattenti, annunciando il suo abbandono della lotta armata. Durante i due eventi sono stati trasferiti alle FARDC 24 fucili, 2 granate e altro equipaggiamento militare.
Il 31 gennaio le truppe della RDC hanno lanciato una campagna contro i ribelli hutu delle FDLR. Il 13 marzo 2015 un portavoce militare ha annunciato che dall'inizio dell'offensiva di gennaio erano stati uccisi complessivamente 182 ribelli delle FDLR. Sono state sequestrate grandi quantità di armi e munizioni, mentre l'esercito ha riconquistato le città di Kirumba Kagondo, Kahumiro, Kabwendo, Mugogo e Kisimba.
Nel gennaio 2016 sono scoppiati combattimenti tra le FDLR, le ADF e le milizie Mai-Mai, costringendo migliaia di persone a fuggire nelle aree circostanti a Goma, nel Nord Kivu.
Nel 2017, circa 1,7 milioni di persone sono state costrette a fuggire dalle proprie case nella Repubblica Democratica del Congo a causa dell’intensificarsi dei combattimenti. Ulrika Blom, un'operatrice umanitaria norvegese, ha paragonato la crisi dei rifugiati in numeri allo Yemen, alla Siria e all'Iraq.
A partire dal 28 marzo 2022, il Movimento M23 ha lanciato una nuova offensiva nel Nord Kivu, con il sostegno di Ruanda e Uganda. L'offensiva ha provocato lo sfollamento di decine di migliaia di profughi, mentre i ribelli a giugno erano riusciti a catturare parte del territorio.